# Donkerhaarplatbek
De donkerhaarplatbek (Heringia pubescens) is een vliegensoort uit de familie van de zweefvliegen (Syrphidae). De wetenschappelijke naam van de soort is voor het eerst geldig gepubliceerd in 1955 door Delucchi & Pschorn-Walcher.